# پل بارنز (بازیکن فوتبال)
پل بارنز (انگلیسی: Paul Barnes؛ زادهٔ ۱۶ نوامبر ۱۹۶۷) بازیکن فوتبال اهل بریتانیا است.
از باشگاه‌هایی که در آن بازی کرده‌است می‌توان به باشگاه فوتبال استوک سیتی، باشگاه فوتبال یورک سیتی، باشگاه فوتبال دونکستر راورز، باشگاه فوتبال بری، باشگاه فوتبال چسترفیلد، باشگاه فوتبال نانیتون تاون، باشگاه فوتبال بیرمنگام سیتی، باشگاه فوتبال هادرزفیلد تاون، باشگاه فوتبال تاموورث، باشگاه فوتبال نوتس کانتی، و باشگاه فوتبال برنلی اشاره کرد.